# Борба с почвената ерозия
Почвената ерозия е проблем за всички територии на света, поради което повсеместно се води борба с почвената ерозия, както на селскостопанския поземлен фонд, така и на горския. Провежданите в противоерозионния комплекс мерки могат да се обединят в 3 групи:
- Борба с почвената ерозия – агротехнически мероприятия
- Борба с почвената ерозия – лесомелиоративни мероприятия
- Борба с почвената ерозия – хидротехнически мероприятия

## Агротехнически мероприятия

### Изграждане на противоерозионнисеитбообращения
- При земеустрояването е необходимо да се предвиди дългата страна на полетата да бъде по посока на хоризонталите за площи, застрашени от водна ерозия и напречно на преобладаващите ветрове за площи, застрашени от ветрова ерозия.
- В същата посока да се засеят тревни пояси между отделните полета на сеитбообращението от многогодишни видове.
- Да се отдава предпочитание на зимните култури и предкултурите, при което за по-кратък период полетата ще бъдат в състояние на черна угар.

### Прилагане на подходящаобработка на почвата
- Посоката на обработката да е по дългата страна на полетата, т.е. по хоризонталите или напречно на преобладаващите ветрове;
- При по-силна ерозия да се предпочита безобръщателната оран;
- Неравната оран (на разори и гребени) е за предпочитане, като големината на лехите да е по-малка. При необходимост да се извършва набраздяване за задържане и отвеждане на излишната вода.

### Прилагане на подходяща посока насеитбата
При спазване на горните две изисквания, сеитбата следва да се извърши по дължината на полетата.

## Лесомелиоративни мероприятия
Включва преди всичко изграждане на различни горски насаждения под формата на пояси, както следва:
- При опасност от водна ерозия на почвата трябва да се изграждат водорегулиращи горски пояси — по посока на хоризонталите, които да поемат стичащата се вода и да намалят силата на водния поток;
- При опасност от ветрова ерозия на почвата трябва да се изграждат ветрозащитни горски пояси — напречно на посоката на преобладаващите ветрове, които да намалят скоростта на вятъра в приземния слой въздух.

Изграждането на противоерозионни пояси е скъпо мероприятие и за проявяване на неговата ефективност е необходим известен период от време. Най-голямата инвестиция в България в тази посока е направена през 50-те години на 20 век, когато в района на Добруджа е изградена полезащитна мрежа от пояси.

## Хидротехнически мероприятия
Основното хидротехническо мероприятие е терасирането на склоновете. С него се ликвидират или значително се редуцират оттичането на водата и изнасянето на почвата по склона.
В България е възприето изграждането на два вида тераси:
- Валови тераси: Изграждат се на малки склонове, имат широка основа, малка височина и полегати откоси. Това позволява да се използва механизация и да се засяват полски култури.
- Стъпаловидни тераси: Изграждат се на по-стръмни склонове, имат по-тясна основа и се използват основно за отглеждане на трайни насаждения.